# 薩米特縣 (俄亥俄州)
薩米特縣（英語：Summit County）是美国俄亥俄州東北部的一個縣，面積1,088平方公里。根據2020年美國人口普查，共有人口54萬428人。縣治亞克朗。縣名意譯是「高峰」，指的是本縣位於俄亥俄和伊利運河的最高點。